# Tasiocerellus kandyensis
Tasiocerellus kandyensis är en tvåvingeart som först beskrevs av Alexander 1958.  Tasiocerellus kandyensis ingår i släktet Tasiocerellus och familjen småharkrankar.
Artens utbredningsområde är Sri Lanka. Inga underarter finns listade i Catalogue of Life.